# أينيغو لوبيز دي مندوزا إي زونيغا
أينيغو لوبيز دي مندوزا إي زونيغا (بالإسبانية: Íñigo López de Mendoza y Zúñiga)‏ هو دبلوماسي إسباني، ولد في 1498 في ميراندا دي إيبرو في إسبانيا، وتوفي في 15 يناير 1537 في توردومار في إسبانيا.